# Fagundes
Fagundes est une ville brésilienne de l'est de l'État de la Paraíba.
Sa population était estimée à 11 830 habitants en 2007. La municipalité s'étend sur 162 km2.